# Kut
Kut (arabă الكوت‎‎) este un oraș din Irak.